# Farní sbor Českobratrské církve evangelické v Kloboukách u Brna
Farní sbor Českobratrské církve evangelické v Kloboukách u Brna je sborem Českobratrské církve evangelické v Kloboukách u Brna. Sbor spadá pod brněnský seniorát.
Sbor není obsazen farářem, působí zde pastorační pracovník Petr Zajíc a administrátorem je Martin Horák; kurátorem sboru Tomáš Vostřák. Ve sboru dále působí pastorační pracovník Petr Zajíc.

## Kloboucký evangelický kostel
Hlavní shromažďovacím prostorem sboru je kloboucký evangelický kostel na Brněnské ulici. Základní kámen k jeho stavbě byl položen 20. srpna 1882. Stavělo se od února do konce roku 1883 a již 4. listopadu 1883 byl chrám slavnostně otevřen. Jeho stavitelem byl Antonín Strnad. Je pozoruhodně technicky řešen. Klenba lodi je zavěšena na krovu železné konstrukce a galerie v patrech jsou neseny železnými sloupy. Centrálně umístěná kazatelna odkazuje na evangelický důraz o hlásání Slova Božího. Kolem kazatelny je dřevěná přepážka, oddělující apsidu od chrámové lodi. Nad ní jsou varhany. 
Později zhotovená skleněná přepážka v zádi lodi umožňuje rozdělení prostoru na menší shromažďovací sál. Je ozdobená obrazy biblických námětů z litého barevného plexiskla podle patentu profesora Kříže z Prahy.

## Faráři sboru
- Pavel Šlachta (1782–1786)
- Štěpán Kalnay (1787–1792)
- Alexander Kún (1792–1807)
- Jan Šimon (1807–1840)
- Josef Totušek (1840–1877)
- Ferdinand Císař (1877–1922)
- František Bednář (1912–1919) (2. farář)
- Jan Odstrčil (1922–1939)
- Pavel Škeřík (1939–1945)
- Ladislav Dostál (1948–1979)
- Jiří Gruber (1980–1998)
- Luděk Korpa (2006–2014)
- Martina Zuštinová (rozená Pumrová) (2014-2024)